# Benedikt von Ahlefeldt (1678–1757)

Benedikt von Ahlefeld

Benedikt (Bendix) von Ahlefeldt (* 11. November 1678 in Seestermühe; † 10. Juni 1757 in Uetersen) war ein deutscher Adeliger. Von Ahlefeldt war Gutsherr der holsteinischen Güter Jersbek und Stegen, zeitweilig mäzenatischer Direktor der Hamburger Oper, Erbauer des Jersbeker Barockgartens mit Gartenhaus und des heute noch vorhandenen Jersbeker Eiskellers sowie Klosterprobst zu Uetersen. Er kam im öffentlichen Leben zu hohem Ansehen und bekleidete bedeutende Ämter (königlich-dänischer Landrat und Mitglied des gemeinsamen schleswig-holsteinischen Landgerichts; Ritter vom Dannebrog-Orden; Geheimer Rat).

## Leben
Benedikt von Ahlefeldt war der Erstgeborene von neun Kindern der ersten Ehe des Herrn auf Gut Seestermühe Hans Heinrich von Ahlefeldt mit Dorothea von Ahlefeldt. Am 30. Juni 1704 heiratete er in Hamburg die Witwe Anna Margaretha (von) Rantzau, geb. von Buchwaldt (* 26. Juni 1678; † 5. September 1730), einzige und damit Erbtochter von Jasper von Buchwaldt zu Jersbek und Stegen. Laut Ehekontrakt brachte Ahlefeldt 40.000 Reichstaler als Mitgift in die Ehe, aus der die vier Kinder Hans Hinrich (* 1707; † 19. März 1730 in Paris), Adolph Jasper (* 29. August 1712 in Hamburg; † 3. Dezember 1761), Metta Henrietta (* um 1714; ⚭ 1733 mit Georg Ludwig Baron von Oberg, Gut Schwicheldt bei Peine) und Gerhard Bendix (* um 1715; † Februar 1755) hervorgingen. Am 1. Mai 1734 heiratete er die bereits 49 Jahre alte und ihrerseits verwitwete Anna Christine (von) Blome, geb. (von) Rantzau (* 1683; † 9. Februar 1739 in Kiel).
Nachdem die Verwaltung der Güter für Benedikt von Ahlefeldt immer mühseliger geworden war, übergab er das Eigentum an den Gütern zum 1. Oktober 1754 unter Beibehaltung des Wohnrechtes in Jersbek an seinen Sohn Adolf Jasper von Ahlefeldt. Am 10. März 1755 verzichtete er auch auf das Wohnrecht in Jersbek und zog endgültig nach Uetersen, wo er am 10. Juni 1757 starb. Er wurde mit viel zeremoniellem Aufwand in einem „großen hölzernen Doppelsarg“ im Familien-Erbbegräbnis zu Sülfeld beigesetzt.

## Ämter, Titel und Ehrungen
Benedikt von Ahlefeldt war königlich-dänischer Landrat (8. August 1711) und Mitglied des gemeinsamen schleswig-holsteinischen Landgerichts (seit 1731); er erhielt die Titel eines Kammerjunkers (vor 1708), eines Konferenzrats (vor 1715) und eines Geheimen Rats (seit 1734); er war Probst des Adeligen Klosters Uetersen (seit 1732) und Ritter vom Dannebrogorden (seit 1731). Damit rangierte er in der ersten der neun Rangklassen der hoffähigen Personen.

## Direktion der Hamburger Oper
Benedikt von Ahlefeldt übernahm – als Hauptperson bei dem Direktionsregiment – am 22. Mai 1722 mit Friedrich Christian von Wedderkop und anderen „in Hamburg residierenden auswärtigen Gesandten“ rückwirkend ab Ostern 1722 zunächst auf sechs Jahre die Direktion und Pachtung der bisher von Hofrat Gumprecht geleiteten Hamburger Oper am Gänsemarkt, die etwa 2000 Zuschauern Platz bot. Die Jahrespacht betrug 1200 Reichstaler. Nachdem die Mitdirektoren bereits 1723 ihren finanziellen Verpflichtungen nicht mehr nachgekommen und demzufolge Ostern 1724 ausgeschieden waren, führte Benedikt von Ahlefeldt die Oper als alleiniger mäzenatischer Direktor noch zwei Jahre mit großen Kosten und Schaden fort, um sich dann am 15. März 1726 wegen allzu hoher Kosten von den beiden letzten Kontraktjahren durch eine ansehnliche Summe loszukaufen.
Nachdem das Opernhaus ab 1722 in besseren baulichen Zustand gesetzt, viele neue Dekorationen (u. a. von dem bekannten Theatermaler Giacomo (Jacob) Fabris) gemalt und Kleider angefertigt worden waren, genoss die Oper in Hamburg damals europäischen Ruf. Die musikalische Leitung der Hamburger Oper lag in dieser Zeit bei Georg Philipp Telemann als „Director musices“. Es wurden – in den Jahren jedoch immer weniger – Opern unter anderem von Georg Friedrich Händel, Telemann, Johann Mattheson und Reinhard Keiser aufgeführt.
Benedikt von Ahlefeldt wird eine „bewundernswerte“, aber leider verschollene Librettosammlung der von 1678 bis 1744 in Hamburg aufgeführten und gedruckten Singspiele zugerechnet.

## Barockgarten mit Gartenhaus

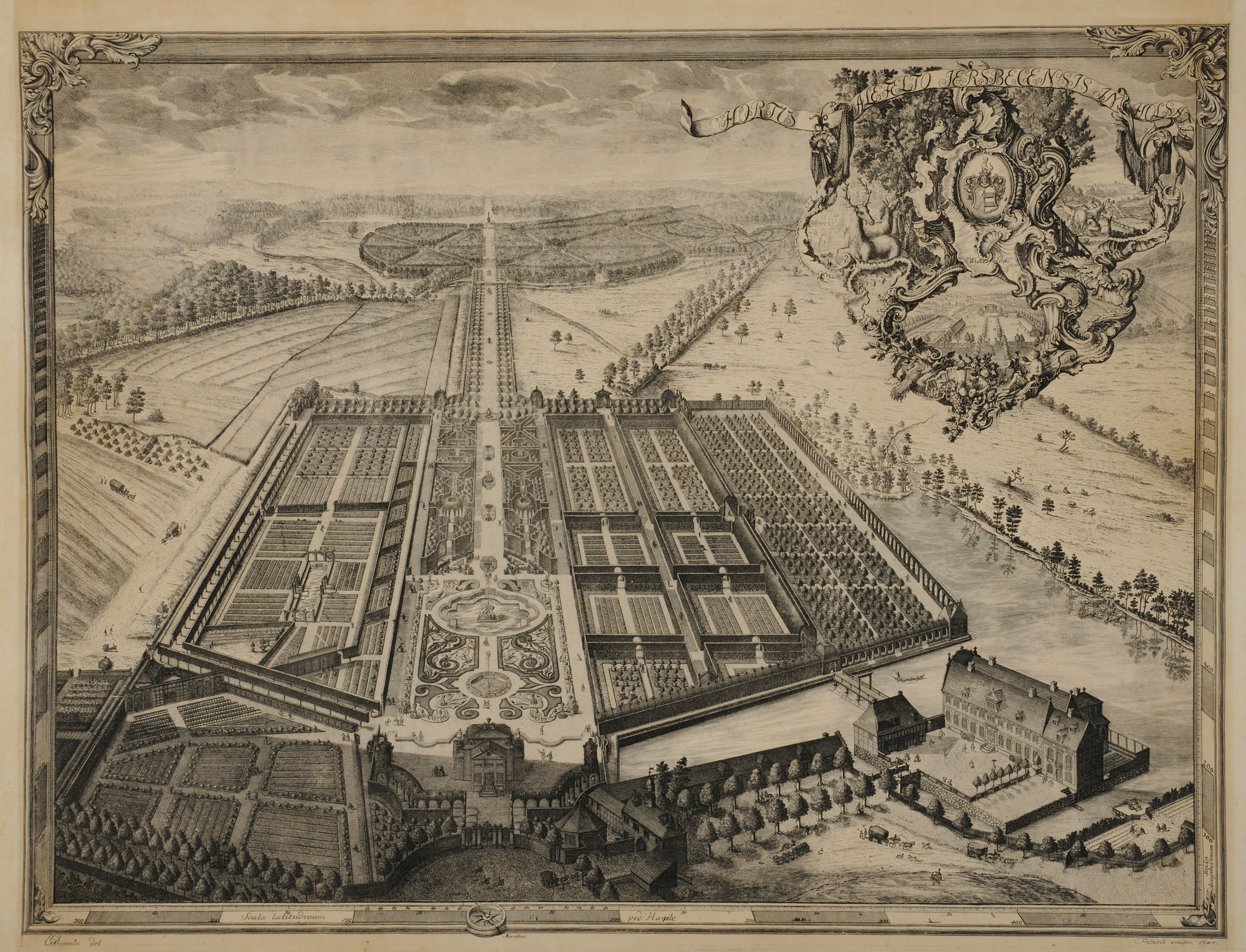
Gut Jersbek um 1747, mittig im Vordergrund das Lustschlösschen, am Rondell davor das Torhaus und rechts das große Herrenhaus

Benedikt von Ahlefeldt ließ – wie zuvor sein Vater Hans Hinrich von Ahlefeldt auf Seestermühe – in den Jahren nach 1726 in Jersbek neben die vorhandene Gutsanlage mit Herrenhaus und Wirtschaftsgebäuden einen rund 8,8 ha großen prächtigen Garten im französischen Stil anlegen und vermutlich 1740 fertigstellen. Der in den Grundzügen symmetrisch angelegte Garten „in der klassischen Dreiteilung von Blumenparterre, Boskett (Heckengarten) und Waldquartier“ enthielt Schnörkelbeete mit seltenen Orangerie-Gewächsen, Hecken, Alleen, Springbrunnen, Wasserbecken, Küchenbeete, Obstgärten mit allen erdenklichen Arten von Früchten, darunter sogar Feigen, Baumrondell, ein Lusthaus und viele prächtige Plastiken. Der Garten war mit vielen Statuen und Vasen geschmückt. Ihre Fortsetzung fand „die Anlage in einer vierreihigen Lindenallee mit einem Blick in die unendliche Weite, wie ihn die Barockzeit liebte.“ Der Jersbeker Garten im französischen Barockstil war die größte Sehenswürdigkeit Jersbeks („Im August 1744 war sogar ein regierender deutscher Reichsfürst für kurze Zeit Gast in Jersbek. Kurfürst Clemens August von Köln, der jüngste Bruder des damaligen deutschen Kaisers, Karl VII. ließ sich“ – vermutlich durch Vermittlung von Georg Ludwig Baron von Oberg – von Benedikt von Ahlefeldt den berühmten Jersbeker Garten zeigen.) und war neben denen von Schloss Traventhal (um 1740–1750 errichtet) und Seestermühe der schönste Schleswig-Holsteins um die Mitte des 18. Jahrhunderts. Heute sind nur noch das Allee-Gerüst und die Hauptwege der einstmals so großartigen Anlage erhalten, während die Schnörkelbeete und Boskette durch Wiesen oder Weideflächen ersetzt worden sind.
Benedikt von Ahlefeldt ließ 1747 eine Ansicht des Gartens in der Vogelperspektive von dem berühmten Hamburger Baumeister Ernst Georg Sonnin zeichnen und von Christian Fritzsch in Kupfer stechen. Am Rande der Zeichnung wurde eine Skala angebracht, „wodurch Länge, Breite und Größe eines jeden Gegenstandes ausgemessen werden können.“ Dieser Stich wurde in der Folgezeit zwei- oder dreimal abgewandelt.
Die Hauptachse des Gartens ging, wie die alte Gutsachse, von einem von Linden und Hecken gesäumten Rondell vor dem Torhaus aus nach Nordosten und war ausgerichtet auf ein eigens wohl um 1739 erbautes Gartenschlösschen, das „Gartenn Hauß“. Mittelpunkt der Hofhaltung in Jersbek, die unter anderem von den Komponisten Reinhard Keiser und Filippo Finazzi, dem Baumeister Sonnin (Schöpfer der Hamburger Michaeliskirche) und dem Hamburger Dichter Friedrich von Hagedorn genossen wurde, war sicherlich das Gartenhaus, in dessen mittlerem Saal Opern und Konzerte aufgeführt werden konnten, „für die eine eigene italienische Musikerkapelle“ angeblich gehalten oder zumindest gemietet wurde.

## Klosterprobst zu Uetersen
Benedikt von Ahlefeldt wurde am 23. Februar 1732 von der Priorin und den Konventualinnen des adeligen Klosters Uetersen zu deren Klosterprobst gewählt. Dies war kein geistliches, sondern ein weltliches (Verwaltungs-)Amt. Seine Exzellenz – so der Titel des Klosterpropstes, der damit automatisch Mitglied der Fortwährenden Deputation der Prälaten und Ritterschaft war – hatte als weltlicher Arm die Angelegenheiten und Rechte des Klosters im Namen der Priorin (nur nach außen) zu vertreten. Er hatte nicht nur mit der Priorin Anna Emerentia von Reventlow, die „einen ausnehmend männlichen und gesetzten Charakter hatte“, sondern auch mit deren Nachfolgerin Marie Antoinette Reichsgräfin von Ahlefeldt zu Langeland und Rixingen seit dem 3. Mai 1754 dauernd Streitigkeiten, weil diese ungefragt Entscheidungen bei der Wahl und der Einsetzung verschiedener Klosterbedienten traf, für die zuvor der Klosterprobst zu befragen war.
Benedikt von Ahlefeldt ließ als Bauherr das heute noch bestehende Probsteigebäude (1733/34) und die neue Klosterkirche in Uetersen durch seinen Architekten Jasper Carstens errichten. Zu der feierlichen Einweihung der Kirche am Sonntag, dem 7. Dezember 1749 (2. Advent), kamen vermutlich zehn Musiker und acht Sänger aus Hamburg zusammen mit dem Komponisten, Kapellmeister und Kastratensänger Filippo Finazzi, den vermutlich Benedikt von Ahlefeldt für die Gesamtsumme von 147 Reichstalern engagiert hatte.
Benedikt von Ahlefeldt erreichte durch seinen Charme, die selbstherrliche Priorin Anna Emerantia von Reventlow so zu überzeugen, dass seine Enkelin Metta von Oberg (* 10. November 1737 – 25. Oktober 1794 in Uetersen) als „Auswärtige“ „durch Belieben des Convents“ einen Klosterplatz erhielt und nach der Entrichtung des Immatriculations-Geldes von 125 Reichstaler Species am 26. März 1743 eingeschrieben wurde. Sie war mit der 15 Jahre jüngeren Uetersener Konventualin Gräfin Augusta Louise zu Stolberg-Stolberg befreundet, die als „Goethes Gustchen“ durch ihren Briefwechsel mit Johann Wolfgang von Goethe berühmt wurde.

## Schulden zum Zeitpunkt des Todes
Benedikt von Ahlefeldt erhielt sowohl von seinen Großeltern als auch von seinen Eltern ganz beträchtliche Erbschaften und Zuwendungen, wovon 40.000 Reichstaler als Mitgift in die 1704 geschlossene Ehe eingebracht wurden.
Nach dem Tod der ersten Ehefrau wurde 1734 ein Vergleich geschlossenen, wonach die beiden Söhne dem Vater trotz neuer Eheschließung auf Lebenszeit die Nutznießung der Güter überließen, selbst eine jährliche Apanage vom Vater erhielten und der Vater verpflichtet wurde, „dass er keine neuen Schulden machen, sondern vielmehr aus allen Kräften sich dahin bestreben wolle, dass seine jetzigen Schulden, die er seinen Herren Söhnen bona fide eröffnet und namhaft gemacht, nach und nach abgetragen werden“.
Benedikt von Ahlefeldt hatte kurz vor seinem Tod nach dem „Status Creditorum auf Michaelis Anno 1754“ Schulden von nur 10.002 Reichstaler zwölf Schillinge Courant hinterlassen, sodass die immer wieder kolportierte Aussage falsch ist, er hätte sich wegen Überschuldung „genötigt (gesehen), sein gesamtes Eigentum an seinen Sohn Adolf Jasper zu verpfänden“. Richtig ist, dass sein Sohn Adolph Jasper von Ahlefeldt und sein Enkel Bendix Wilhelm Georg Baron von Oberg die Güter innerhalb von nur 20 Jahren in den Ruin getrieben hatten, sodass sie 1774 an Paschen von Cossel verkauft wurden.